# Barry Andrews (polityk)
Barry Andrews, irl. Barra Mac Aindriú (ur. 16 maja 1967 w Dublinie) – irlandzki polityk nauczyciel, prawnik i samorządowiec, działacz Fianna Fáil, parlamentarzysta krajowy, poseł do Parlamentu Europejskiego IX i X kadencji.

## Życiorys
Pochodzi z rodziny o tradycjach politycznych, jego ojciec David Andrews był ministrem. Studiował w Blackrock College w ramach University College Dublin, kształcił się też w szkolącej prawników instytucji King’s Inns. Uzyskał magisterium z historii, a także uprawnienia barristera. Pracował jako nauczyciel w szkołach średnich, a w 1997 podjął praktykę jako prawnik.
Zaangażował się w działalność polityczną w ramach Fianna Fáil. W 1999 uzyskał mandat radnego hrabstwa Dún Laoghaire-Rathdown. W 2002 po raz pierwszy został wybrany do Dáil Éireann, z powodzeniem ubiegał się o reelekcję w 2007. W latach 2008–2011 był niewchodzącym w skład gabinetu ministrem stanu do spraw dzieci. W 2011 nie utrzymał mandatu poselskiego.
W 2012 objął stanowisko dyrektora wykonawczego organizacji charytatywnej GOAL, zajmował je do 2016. W następnym roku został dyrektorem generalnym finansowanego głównie przez państwo think tanku Institute of International and European Affairs.
W wyborach europejskich w 2019 z ramienia swojego ugrupowania uzyskał mandat eurodeputowanego IX kadencji, jednak jego obsadzenie zostało zawieszone do czasu zakończenia procedury brexitu. W PE IX kadencji ostatecznie zasiadł w lutym 2020. Z powodzeniem ubiegał się o poselską reelekcję w 2024.